# Myrmecodia melanacantha
Myrmecodia melanacantha är en måreväxtart som beskrevs av Anthony Julian Huxley och Jebb. Myrmecodia melanacantha ingår i släktet Myrmecodia och familjen måreväxter. Inga underarter finns listade i Catalogue of Life.